# Lieneke Pries
Lieneke Pries (30 juni 1997) is een Nederlands korfbalster. Sinds 2017 speelt zij op het hoogste Nederlandse niveau; de Korfbal League.

Ze won in 2018 de prijs voor Beste Speelster onder 21 jaar. In 2022 werd zij met Fortuna/Delta Logistiek Nederlands kampioen zaalkorfbal. Pries maakte deel uit van verschillende jeugdteams van Oranje.

## Spelerscarrière

### Begin
Pries begon met korfbal bij AVO. Hier doorliep ze de jeugdteams en speelde ze in het 1e team, dat in de Overgangsklasse speelde. Al in deze periode viel Pries op, waardoor ze werd geselecteerd voor Oranje onder 19 en onder 21.

### LDODK
In 2017, op 20-jarige leeftijd, ging ze fysiotherapie studeren in Groningen. Om op hoog niveau te korfballen sloot ze zich aan bij LDODK, een club uit Friesland die uitkwam in de Korfbal League.

Onder coach Erik Wolsink kreeg zij in haar eerste seizoen (2017-2018) een basisplaats. Zij werd de 3e meest scorende dame uit het team. LDODK haalde echter in de zaalcompetitie niet de play-offs. Ook in de veldcompetitie viste LDODK achter het net en bleef het steken in de middenmoot.
Wel was er individueel succes voor Pries in haar debuutseizoen; zij kreeg de prijs van Beste Speelster onder 21.
In het seizoen erna, (2018-2019) had LDODK afscheid genomen van coach Wolsink en werd Henk Jan Mulder de nieuwe hoofdcoach. Pries zakte terug in het seizoen en verloor haar basisplaats. Zodoende speelde ze in de zaalcompetitie slechts in 11 wedstrijden. Wel werd LDODK 3e in de zaal, waardoor de ploeg zich plaatste voor de play-offs. In de best-of-3 serie verloor LDODK echter in 2 wedstrijden van PKC. Iets later, in de veldcompetitie plaatste LDODK zich ook voor de nacompetitie. In de kruisfinale stuntte LDODK door TOP te verslaan. Zodoende plaatste LDODK zich voor de veldfinale. In deze finale was echter DOS'46 te sterk met 18-14.
In seizoen 2019-2020 kreeg Pries wel weer een belangrijkere rol in het team. Ze was weer basisspeelster en LDODK was in de zaalcompetitie op play-offkoers. Echter gooide COVID-19 roet in het eten. De competitie werd stilgelegd en uiteindelijk niet uitgespeeld. Hetzelfde gebeurde in de veldcompetitie.

### Fortuna
In 2020 maakte Pries de overstap naar het Delftse Fortuna/Delta Logistiek, de regerend zaalkampioen. Fortuna zag een aantal dames stoppen, zoals Mirjam Maltha en Sanne Alsem, waardoor Pries aanspraak maakte op een basisplaats. Onder leiding van coach Ard Korporaal kreeg Pries inderdaad een basisplaats en het ging Fortuna voor de wind in seizoen 2020-2021. Zo werden in de eerste helft veldcompetitie alle wedstrijden gewonnen.
In het zaalseizoen, dat iets later startte, deed Fortuna goede zaken. Fortuna werd 1e in Poule B, waardoor het zich plaatste voor de play-offs. In de eerste play-off ronde versloeg Fortuna in 3 wedstrijden LDODK. In de tweede play-off ronde werd Koog Zaandijk in 3 wedstrijden verslagen, waardoor Fortuna zich voor het derde jaar op rij plaatste voor de zaalfinale. Net als in 2019 was PKC de tegenstander. Fortuna verloor de finale met 22-18, waardoor het eerste optreden van Pries in Ahoy in mineur eindigde.
In seizoen 2021-2022 deed Fortuna wederom goede zaken in de zaalcompetitie. De ploeg was versterkt met Mick Snel en Celeste Split en dat had positief effect op de ploeg. Gedurende het reguliere seizoen verloor Fortuna slechts 1 wedstrijd en plaatste zich als nummer 1 voor de play-offs. In de play-offs trof Fortuna concurrent Koog Zaandijk, maar Fortuna won in 2 wedstrijden. Hierdoor plaatste Fortuna zich voor het 4e jaar op rij voor de zaalfinale. In de finale was PKC de tegenstander. In een Ahoy, waar weer publiek bij mocht zijn, werd het een spannende wedstrijd. Fortuna won de wedstrijd met 22-21, waardoor het weer Nederlands zaalkampioen was.
In seizoen 2022-2023 had Fortuna een seizoen met ups en downs. Zo speelde de ploeg gedurende de competitie maar liefst 4 keer gelijk. Uiteindelijk stond de ploeg na de reguliere competitie wel op de tweede plek, waardoor ze zich hadden geplaatst voor de play-offs. In de best-of-3 serie was DVO de tegenstander. Fortuna won de eerste wedstrijd overtuigend met 29-19, maar verloor het de tweede en derde (beslissende) wedstrijd. Hierdoor plaatste Fortuna zich niet voor de zaalfinale, waardoor het was onttroond als zaalkampioen. Tijdens dit seizoen kwam Pries voornamelijk in actie in het tweede team van Fortuna. Met dit team won Pries de zaaltitel en veldtitel voor Reserve Teams.

### HKC
In mei 2023 maakte Pries bekend voor seizoen 2023-2024 over te stappen naar HKC.
In seizoen 2023-2024 speelde HKC zijn debuutseizoen in de Korfbal League. Zoals elke debutant had ook HKC een lastig seizoen en kwam het aan op details. Uiteindelijk had HKC na 18 speelrondes 8 punten en stond hiermee op de 8e plek. Dit betekende directe handhaving voor de ploeg. Wel was dit het laatste seizoen van hoofdcoach Marrien Ekelmans die de ploeg op dit niveau had weten te brengen.

## Erelijst
- Korfbal League kampioen, 1x (2022)
- Beste Speelster onder 21, 1x (2018)